# Trachylepis hemmingi
Trachylepis hemmingi es una especie de escincomorfos de la familia Scincidae.

## Distribución geográfica
Es endémica de Somalia.